# パドル

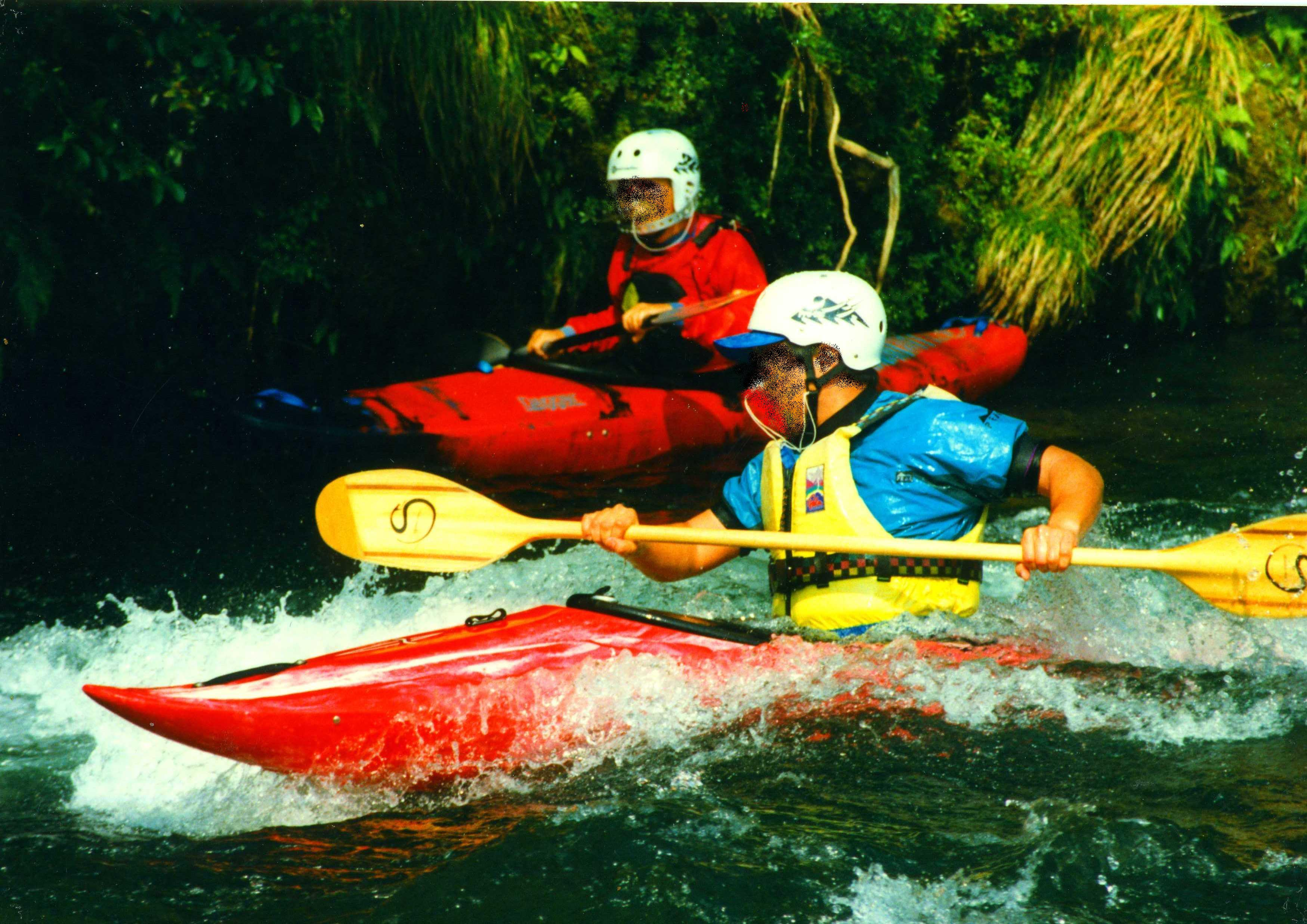
手に持っているものがパドル

パドル（英語: Paddle）とはカヌーなどの小型の舟で使用する櫂である。パドルを操ることを「パドリング」と言う。
水をとらえる部分は「ブレード」と呼ばれ、棒の部分は「ロッド」や「シャフト」などと呼ばれる。ブレードが片側だけのシングルブレードパドルと、ロッドの両側にブレードがついているダブルブレードパドルがある。
スポーツ用のものは競技ごとに異なる。スタンドアップパドルボード（SUP）では通常はシングルブレードパドルを使うが、潮流が速い海域や、向かい風が強くなったときにグリップをブレードに交換してダブルブレードパドルにすることができるトランスフォームブレードがある。

## 伝統船
船にはユーラシア大陸北部の技術による北方船とエジプト起源のCarvel-builtが海洋の技術として広がった南方船の二つの系譜があり、北方船では推進に車櫂・シングルブレードパドル・ダブルブレードパドルが用いられたのに対し、南方船では推進に櫓（ろ）や櫂（かい）が使用された。
このうち北方船は大型化していったバイキング型と主に一人乗りの川舟から発達したシベリア型があり、シベリア型ではパドルを使用する際に水が船内に入らないように舳艫（じくろ）を尖らせた両頭式船形の形態をとっている。シベリア型では基本的に操船者は座位でシングルブレードパドルかダブルブレードパドルを使って船を推進する。この点で棹など通常は立位で操船に使う道具とは異なるが、ブリヤート人の丸木舟の現地調査では立位と座位の操船方法が統合的に残されていることから、最初から両端にブレードを付けたダブルブレードパドルができたのではなく、片方がブレードで片方を棹とする漕法が出現し、そこからダブルブレードパドルや各種のシングルブレードパドルに発達したとみられている。

## スポーツ

### 各部
ブレード
水をキャッチする部分。ブレードの表側をパワーフェイス、裏側をバックフェイスという。またブレードの縁（外縁）をエッヂ、先端をチップという。
ダブルブレードパドルの形状にはシンメトリーとアシンメトリーがある。シングルブレードパドルの形状にはラウンドやスクエア、ビーバーテイルなどがある。SUP用のパドルはスクエア型やティアドロップ型などに分類される。
また面の湾曲によってフラット、カーブド、カップ（ウイング、スプーン）などの種類がある。SUP用のパドルなどで凹面をつけたものはコンケーブという。
シャフト
ダブルブレードパドルではブレードとブレードの間、シングルブレードパドルではブレードとグリップの間をつなぐ棒状の部分。
シングルブレードパドルでは成型により一体型（ワンピースタイプ）と分割型（ジョイント型、アジャスタブルタイプ）があり、後者は分割できる数によってツーピースタイプ、スリーピースタイプ、フォーピースタイプなどがある。

### 素材
シャフトの素材には、アルミニウム、カーボンファイバー、プラスチック、木製などがある。シャフトは硬いものほど力が伝わりやすく、軟らかいものほど体に負担が少ない。
ブレードの素材にはカーボンファイバーや合成樹脂がある。カーボンファイバーは軽いが割れやすく、合成樹脂は丈夫だが比較的重い。

### 特性

#### 重量
パドルの重さを絶対重量、パドリング時に感じる重さをパドリング・ウェイトという。また、ダブルブレードパドルについては陸上で振った時に感じる重さをスウィング・ウェイトという。

#### フェザー角

カヤックのパドル (a)平面図、(b)軸方向から見た図

ダブルブレードパドルについてはシャフトの延長上の視点からパドルを見た時に（図の(b)にあたる）、ブレードの角度がズレているものと、一致しているものがある。ズレは「フェザー角」と呼ばれている。10～90度まで様々な角度がある。フェザー角がついているのは、パドリング時に於いて空中に於けるブレードの風の抵抗を最小限に抑えるためである。左右のブレードの角度が横からみて完全に一致しているパドルもあり、これは、フェザー角なしということであり「アンフェザードパドル」と呼ばれている。パドルの扱い方のクセ、好み、使われる状況、体格などに応じて、様々な角度が選ばれている。

## トリビア
パドルはまたお尻叩きにも用いられ、「パドリング」はスパンキングの一種と見なされている。海軍で懲罰に用いられたのが最初と言われる。米国では伝統的に学校や家庭でのお仕置きに使用された。